# Statistisches Entscheidungsproblem
Als ein statistisches Entscheidungsproblem bezeichnet man in der mathematischen Statistik ein Tripel aus einem statistischen Modell, einem Entscheidungsraum und einer Verlustfunktion. Statistische Entscheidungsprobleme bilden die Rahmenbedingungen für das Auffinden von optimalen Entscheidungsfunktionen und sind damit ein allgemeiner Überbau für das Bestimmen von guten Bereichsschätzern, Punktschätzern und den Entwurf von statistischen Tests.

## Definition
Ein Tripel {\displaystyle ({\mathcal {E}},\Omega ,L)} heißt ein statistisches Entscheidungsproblem, wenn
- {\displaystyle {\mathcal {E}}} ein statistisches Modell ist, also {\displaystyle {\mathcal {E}}=(X,{\mathcal {A}},(P_{\vartheta })_{\vartheta \in \Theta })} für eine Grundmenge {\displaystyle X}, eine σ-Algebra {\displaystyle {\mathcal {A}}} auf dieser Grundmenge und eine Familie von Wahrscheinlichkeitsmaßen {\displaystyle (P_{\vartheta })_{\vartheta \in \Theta }}.
- {\displaystyle \Omega } die Grundmenge eines Entscheidungsraumes ist, also eines Messraumes, dessen σ-Algebra {\displaystyle \Sigma } alle Punktmengen enthält.
- {\displaystyle L:\Theta \times \Omega \to [0,+\infty ]} eine Verlustfunktion ist.

## Beispiel
Betrachtet man als statistisches Modell das 100-fache Produktmodell, das den wiederholten Münzwurf modelliert
{\displaystyle {\mathcal {E}}=(\{0,1\}^{100},{\mathcal {P}}(\{0,1\})^{\otimes 100},\operatorname {Ber} _{\vartheta }^{\otimes 100})},
als Entscheidungsraum den Messraum {\displaystyle (\Omega ,\Sigma )=([0,1],{\mathcal {B}}([0,1]))}, der den zu schätzenden Parameter der Bernoulli-Verteilung {\displaystyle \operatorname {Ber} _{\vartheta }} enthält und als Verlustfunktion beispielsweise den Gauß-Verlust
{\displaystyle L(\vartheta ,\omega )=(\omega -\vartheta )^{2}},
so ist {\displaystyle ({\mathcal {E}},\Omega ,L)} ein statistisches Entscheidungsproblem.
Speziell auf das Schätzen zugeschnitte statistische Entscheidungsprobleme werden auch Schätzprobleme genannt.